# Ramaria camellia
Ramaria camellia är en svampart som beskrevs av Corner 1957. Ramaria camellia ingår i släktet Ramaria och familjen Gomphaceae.   Inga underarter finns listade i Catalogue of Life.